# Edmundo Pallemaerts
Jean David Edmond (Edmundo) Pallemaerts, ook wel Edmond Pallemaerts (Mechelen, 21 december 1867 – Buenos Aires, 20 april 1945), was een Argentijns componist en muziekpedagoog van Belgische komaf.
Hij was zoon van kleermaker Jean Antoine Pallemaerts en kleermaakster Marie Cluijtens.
Hij kreeg zijn muziekopleiding van Maurice Kufferath en Arthur De Greef aan het Conservatorium in Brussel. Hij vertrok in 1890 vanuit Amsterdam naar Argentinië en vestigde zich in Buenos Aires, alwaar zich een grote Vlaamse gemeenschap bevond. Hij richtte er in 1894 de Conservatorio Argentino op, die binnen enkele jaren uitgroeide tot 800 leerlingen, waaronder Enrique Mario Casella en Raúl Hugo Espoile.
Hij componeerde onder andere een symfonie, Boerenkermis en Fantasia Argentina voor orkest, oratorium/cantate Boduognat (gebaseerd op een tekst van Victor Van de Walle handelend over de Slag aan de Sabis) en de opera Sangue fiamingo (Vlaams bloed). Hij schreef verder onder meer een tango-caprice voor piano en liederen.
Vier dochters van Pallemaerts zouden begenadigde pianistes zijn geworden, Maria Elena Pallemaerts gaf in ieder geval pianoles en schreef onder andere een menuet dat in Brussel werd uitgegeven.